# Булашев, Айтбай Кабыкешович
Айтбай Кабыкешович Булашев — казахстанский учёный в области ветеринарии, инфекционной иммунологии и биотехнологии, доктор ветеринарных наук, профессор, ректор Казахского агротехнического университета им. С. Сейфуллина (2004—2011).

## Биография
Родился 10.07.1957 в с. Шнет Целиноградского района Акмолинской области в семье рабочих.
Окончил ветеринарный факультет Целиноградского сельскохозяйственного института (1978) и его аспирантуру (1984). В 1986—1988 гг. прошёл стажировку в Институте биоорганической химии им. М. М. Шемякина АН СССР.
С 1978 г. по настоящее время (с перерывом 1978—1980, когда проходил службу в армии) работает в родном вузе: ассистент, с 1986 г. доцент кафедры зоогигиены и микробиологии, с 1989 по 1993 г. зав. лабораторией, зав. отделом биотехнологического центра, с ноября 1993 г. проректор по научной работе, с 12 ноября 2004 по 18 октября 2011 г. ректор, с 2011 профессор кафедры микробиологии и биотехнологии.
Читает курсы лекций по дисциплинам "Микробиология", "Ветеринарная иммунология" и "Современные проблемы биотехнологии в ветеринарии и животноводстве".
Доктор ветеринарных наук (1994, тема диссертации «Моноклональные антитела в разработке и совершенствовании методов диагностики бруцеллеза животных»), профессор (1996).
Автор более 300 научных и научно-методических работ.
Лауреат премии им. А. И. Бараева (2002) за серию работ по совершенствованию диагностики туберкулеза животных. Награждён орденом «Кұрмет» (2007), знаками «Отличник образования» (1997) и «За заслуги в развитии науки Республики Казахстан» (2002 г.).
Избирался депутатом третьего и четвертого созывов  маслихата г.Астаны.  
Фондообразователь Национального архива Республики Казахстан. В личный фонд были приняты документы за 1957-2019 годы: личные документы, творческие и научные документы фондообразователя под №255 от 2019 года.
Оригинальные статьи, опубликованные за последние 8 лет в рецензируемых журналах, входящих в базы данных Scopus и Web of Sciences:
- Mussakhmetov A., Kiribayeva A., Daniyarov A., Bulashev A. , Kairov U. and Khassenov B. Genome sequence and assembly of the amylolytic Bacillus licheniformis T5 strain isolated from Kazakhstan soil //BMC Genomic Data (2024) 25:3.-Р.1-6, https://doi.org/10.1186/s12863-023-01177-8.
- Bulashev A.K., Eskendirova S. Brucellosis detection and the role of Brucella spp. cell wall proteins // Veterinary World. -2023.-16(7): 1390–1399, doi: 10.14202/vetworld.2023.1390-1399;
- Amanzholova M.,  Shaizadinova A.,  Bulashev A. and Abeldenov S. Genetic identification of Staphylococcus aureus isolates from cultured milk samples of bovine mastitis using isothermal amplification with CRISPR/Cas12a-based molecular assay // Veterinary Research Communications, hublished online: 06 September 2023, https://doi.org/10.1007/s11259-023-10212-z.
- Bulashev, A., Eskendirova, S; Ingirbay, B., Syzdykova, A., and Zhagipar, F. (2023) "Validation of a chimeric proteins-based ELISA for the diagnosis of brucellosis in Kazakhstan," Turkish Journal of Veterinary & Animal Sciences: Vol. 47: No. 6, Article 10. https://doi.org/10.55730/1300-0128.4329;
- Shaizadinova A., Amanzholova M., Kirillov S., Bulashev A., Abeldenov S. Rapid and highly sensitive LAMP-CRISPR/Cas12a-based identification of bovine mastitis milk samples contaminated by Escherichia coli // Journal of Agriculture and Food Research. ‒ 2023. ‒ №14. ‒ С. 100721, DOI: 10.1016/j.jafr.2023.100721;
- Baymenov B.M., Bulashev A.K., Сhuzhebayeva G.D., Aliyeva G.K., Beishova I.S., Kokanov S.K., and Raketsky V.A. (2023) Phenotypic and genotypic resistance to antibiotics in Staphylococcus aureus strains isolated from cattle milk in Northern Kazakhstan // Veterinary World. – 2023. - Vol. 16(9). - P. 1815-1820. DOI: 10.14202/vetworld.2023.1815-1820;
- Mendybayeva A., Abilova Z., Bulashev A., Rychshanova R. Prevalence and resistance to antibacterial agents in Salmonella enterica strains isolated from poultry products in Northern Kazakhstan  // Veterinary World. - 2023. - Vol. 16(3). - P.657-667. DOI: 10.14202/vetworld.2023.657-667;
- Mussakhmetov A., Kiribayeva A., Daniyarov A., Bulashev A. and Kairov U. and Khassenov B. Genome sequence and assembly of the amylolytic Bacillus licheniformis T5 strain isolated from Kazakhstan soil //BMC Genomic Data (2024) 25:3 -Р.1-6, https://doi.org/10.1186/s12863-023-01177-8.;
- Bulashev A.K., Ingirbay BK, Mukantayev KN, Syzdykova AS Evaluation of chimeric proteins for serological diagnosis of brucellosis in cattle // Veterinary World.-2021.- 14(8): 2187-2196, doi: 10.14202/vetworld.2021.2187-2196;
- Ryskeldinova S., Zinina N., Kydyrbayev Z., Yespembetov B., Kozhamkulov Y., Inkarbekov D., Assanzhanova N., Mailybayeva A., Bugybayeva D., Sarmykova M., Khairullin B., Tabynov K., Bulashev A., Aitzhanov B., Abeuov Kh., Sansyzbay A., Yespolov T., Renukaradhya G., Olsen S., Oñate A. and Tabynov K. Registered Influenza Viral Vector Based Brucella abortus Vaccine for Cattle in Kazakhstan: Age-Wise Safety and Efficacy Studies // Frontiers in Cellular and Infection Microbiology// published: 01 July 2021, Volume 11, Article 669196, doi: 10.3389/fcimb.2021.669196;
- Bulashev A.K., Akibekov O., Syzdykova A., Suranshiyev Zh., Ingirbay B. Use of recombinant Brucella outer membrane proteins 19, 25, and 31 for serodiagnosis of bovine brucellosis // Veterinary World. - 2020.- Vol. 13(7). - P.1439-1447, DOI: www.doi.org/10.14202/vetworld.2020.1439-1447;
- Kiyan V., Bulashev A., Zhumalin A., Smagulova A., Lider L. Immunogenicity and antigenicity of Opisthorchis felineus proteins // Adv. Anim. Vet. Sci.-2020.- Vol.8(9)/-P. 933-939; DO I: http://dx.doi.org/10.17582/journal.aavs/2020/8.9.933.939;
- Bulashev A.K., Akibekov O., Suranshiyev Zh., Ingirbay B., Eskendirova S. Serodiagnostic potential of Brucella outer membrane and periplasmic proteins // Turkish Journal of Veterinary and Animal Sciences.- 2019.-V. 43.-P. 486-493; DOI:10.3906/vet-1902-75;
- Bulashev A.K., Jakubowski T., Mukantayev K.N., Tursunov K., Kiyan V., Zhumalin A. Using combined recombinant protein in the diagnosis of bovine brucellosis // Medycyna Weterynaryjna.- 2018.- Vol. 74 (3). – P.193-198; DOI: dx.doi.org/10.21521/mw.6079;
- Bulashev A.K., Jakubowski T., Tursunov K., Kiyan V., Zhumalin A. Immunogenicity and  antigenicity of Brucella recombinant outer membrane proteins// J. Veterinarija ir Zootechnika (Vet Med Zoot).- Vol. 76 (98).- 2018.-P.17-24; https://vetzoo.lsmuni.lt/2018-76-en;
- Bulashev A.K., Suranshiev Z.A., Akibekov O.S., Akanova Z.Z., Abulgazimova G.A. 2017: Serological diagnosis of cystic echinococcosis in cattle. Folia Parasitol. 64: 005; DOI:10.14411/fp.2017.005;
- Kiyan V.S., Bulashev A.K., Katokhin A.V. Opisthorchis felineus and Metorchis bilis Metacercariae in Cyprinid Fish Leuciscus idus in Nura-Sarysu River, Kazakhstan// Korean Journal of Parasitology. - 2018. - Vol.56, No.3. - P.267-274; https:// DOI: .org/10.3347/kjp.2018.56.3.267;
- Bulashev A.K., Akibekov O, Tokpan S, Serikova S, Abulgazimova G. Hematological and Serological Investigation of Dogs during Experimental Echinococcosis // Cardiovascular and  Hematological  Agents in Medicinal Chemistry.-2016.-Vol.14, №1.-P.59-67; DOI: 10.2174/1871525714666160509130539;
- Bulashev A.K., Borovikov S.N., Serikova S.S., Suranshiev Z.A., Kiyan V.S., Eskendirova S.Z. 2016: Development of an ELISA using anti-idiotypic antibody for diagnosis of opisthorchiasis. Folia Parasitol. 63: 025; DOI:10.14411/fp.2016.025